# Bisque
Es diu bisque una sopa veloutée, cremosa i molt condimentada d'origen francès, elaborada clàssicament a partir d'un coulis de crustacis. Pot fer-se de llagosta, llamàntol, cranc, gamba o cranc de riu. Sol servir-se freda o calenta, generalment decorada amb julivert finament picat.

## Preparació
Primer es salta el fruit de mar suaument en les seves peles, i després es cou a foc lent en vi blanc i ingredients aromàtics, abans de passar a elaborar el puré. Aquest es filtra en un xinès per a extreure'n el coulis que s'espessirà amb crema per a obtenir la consistència d'una velouté. També pot espessir-se amb arròs, que es pot colar, deixant el midó en la crema, o triturar-se amb aquesta.
Julia Child va arribar a comentar que «no cal esbandir gens fins que la sopa sigui llista perquè s'usaran els mateixos utensilis repetides vegades i no és desitjable que cap d'aquests meravellosos polsims de sabor es perdin per l'escorrement.» La bisque de fruits de mar se serveix tradicionalment en un bol baix de dues anses.
L'etimologia del mot bisque, en el seu significat culinari, és matèria de debat. La interpretació més estesa la fa procedir de Biscaye, forma francesa per a ‘Biscaia’), i una altra hipòtesi la fa procedir de bisque, que significa "beguda agra" en dialecte normand.
Una bisque de pigeonneaux (bisque de colomins) apareix ja en el receptari Le cuisinier françois, de François Pierre de la Varenne, publicat a París el 1651. Consisteix en una sopa de colomins trufats que s'escalden i es couen en un brou aromatitzat. Se serveixen damunt llesques de pa xopat en el brou, acompanyades d'una guarnidura de crestes de gall, lletons de vedella, suc de xai, bolets, festucs i llimona.
El terme bisque figura també en el diccionari universal de la llengua francesa elaborat per Antoine Furetière en la segona meitat del segle xvii i publicat el 1690. La fa procedir de bis cocta (cuita dues vegades), perquè essent una sopa amb molts ingredients molt diferents, era necessari de coure'ls primer en diverses tandes abans de passar a la cocció final. Per l'abundància dels seus ingredients, era una sopa que "tan sols se servia en les taules dels grans senyors"; però n'existia una versió més humil, la demi-bisque (mitja bisque), que es feia amb la meitat dels ingredients. Furetière esmenta també la bisque de poisson (bisque de peix), que es feia amb carn de carpa capolada, a la qual s'afegien les freses i crancs de riu.